# Ваабель, Юхан
Юхан Ваабель (эст. Juhan Vaabel, 26 августа 1899, Приход Каркси — 10 апреля 1971, Таллин) — эстонский советский учёный в области права. Академик АН Эстонской ССР (1946).

## Биография
Начальное образование получил в приходской школе волости Каркси, окончил Тартуское коммерческое училище в 1919 году.
Участник Войны за независимость Эстонии.
В 1924 году окончил юридический факультет Тартуского университета с дипломом первой степени. В 1924—1929 годах работал научным сотрудником в Тартуском университете, в Праге и Париже, а в 1935 и 1937 годах был стипендиатом Рокфеллера в Женеве. В 1930 году получил степень магистра в Тартуском университете. в 1934 году — доктора.
Преподавал в Тартуском университете (1931—1935 и 1937—1939), экстраординарный профессор (1934); полный профессор (1939).
1929 по 1935 год сотрудничал в Министерстве экономики, финансовый советник, директор департамента финансов; с 1932 года по 1935 год был помощником министра экономики, с 1936 по 1939 год он был финансовым советником министра экономики.
С 19 июля по 3 октября 1940 года председатель Банка Эстонии.
С 1940 по 1941 год заведовал кафедрой кредитования и финансовой экономики Таллинского технического университета, с 29 мая 1941 года также декан экономического факультета; заместитель наркома финансов Эстонской ССР.
После начала Великой Отечественной войны эвакуирован в тыл СССР, по 1942 год работал старшим инспектором в Саратовском отделении Национального банка СССР. С 1942 по 1947 год заместитель наркома финансов Эстонской ССР.
В 1944—1964 годах профессор кафедры финансов и кредита Таллинского политехнического института, затем — статистики и бухгалтерского учета, в 1944—1949, 1953—1954 и 1958—1964 годах возглавлял кафедру; с 1957 по 1960 год был деканом факультета заочного обучения. В начале 1950-х годов некоторое время возглавлял департамент административного права.
В 1946 году избран действительным членом Академии наук Эстонской ССР (первый состав). Вице-президент Академии наук Эстонской ССР в 1946—1951 и 1964—1968 годах; в 1951 году был отстранен от должности как буржуазный националист, позднее его права были восстановлены.
Один из основателей Таллинского дома учёных.

Аллея академиков ТТУ

В 1986 году установлен бюст Ваабеля на аллее академиков Таллинского технического университета.